# Podłoga ażurowa

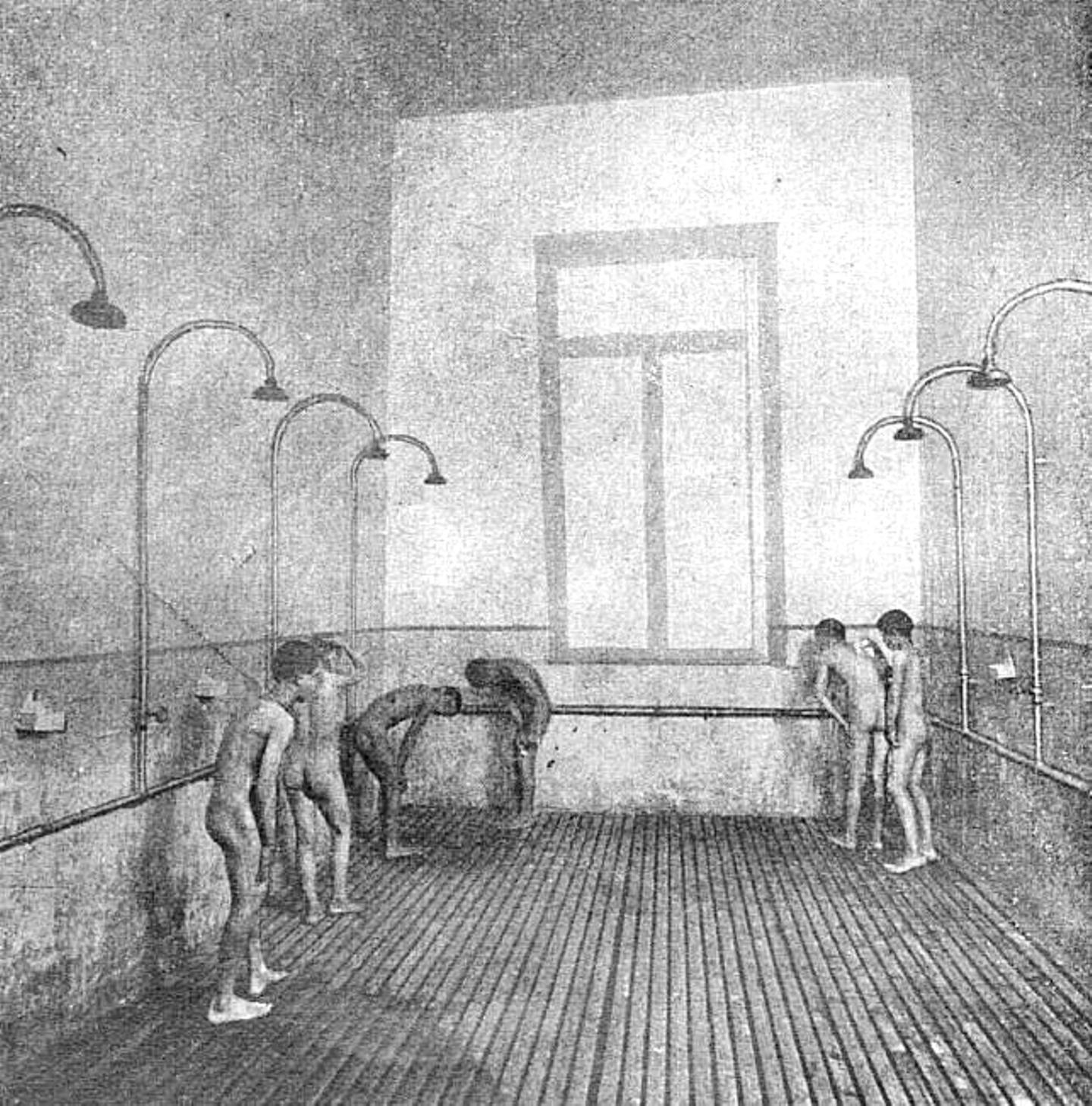
Podłoga ażurowa w łaźni

Podłoga ażurowa – rodzaj podłogi, która jest zbudowana z najczęściej drewnianych listew, pomiędzy którymi pozostawione są odstępy. 
Podłogę taką układa się w niedużej odległości nad podłogą właściwą (posadzką). Podłoga ażurowa znajduje zastosowanie np. w magazynach, chlewniach, przechowalniach płodów rolnych, czy prysznicach - wszędzie tam gdzie wymagana jest odpowiednia cyrkulacja powietrza lub możliwość ściekania wody.